# Örskär
Örskär är en ö i Gräsö socken i Östhammars kommun i Upplands skärgård. Den är cirka 400 hektar stor. Drygt hälften av öns yta är naturreservat och förvaltas av Skärgårdsstiftelsen. Ön är berömd för sin blomsterprakt och inte mindre än 18 olika orkidéarter har noterats. Örskär är också en av Sveriges bästa platser för att beskåda flyttfåglar (runt 260 arter har observerats under årens lopp) och är en av de få platser i Sverige där man har möjlighet att se eller höra den ovanliga gölgrodan. Ön hyser också ett bestånd av rådjur och vissa år finns även älg på ön.
På Örskär har det funnits fyrplats sedan 1600-talet, och den är efter Landsorts fyr den äldsta fyrplatsen i Sverige. Den första fyren byggdes 1687, men den förstördes av ett blixtnedslag drygt 50 år senare. Det nuvarande fyrtornet stod klart 1740 och byggdes efter ritningar av Carl Hårleman och ansågs då vara ”den präktigaste fyrbåken ej allena i Östersjön”. År 1769 installerades världens första blänkapparat med urverk och roterande linser. På 1950-talet blev fyren elektriskt driven. Fyren är automatiserad sedan 1978 och ägs och underhålls av Sjöfartsverket. År 1997 avbemannades fyrplatsen och bostadshusen såldes till Skärgårdsstiftelsen som året därpå öppnade ett vandrarhem med 18 sängplatser.
Örskär var troligen inte bebott innan fyren byggdes. Den förste som var skriven på ön fyrvaktmästare Petter Swedman år 1697. År 1820 öppnades även en lotsplats söder om fyren. Som mest bodde 69 personer på Örskär år 1872. Befolkningen minskade drastiskt den 25 december 1877 då 15 personer omkom i den så kallade Örskärsolyckan, bland dem fyrmästaren Alm och lotsen Östman med familjer.
Ön kan nås med passbåt från Gräsö.